# Pero solitaria
Pero solitaria là một loài bướm đêm trong họ Geometridae.